# Mareca penelope
Il fischione (G. U. della Repubblica Italiana Serie generale - n. 35 del 12-2-2014) (Anas penelope (nome valido per SeaLifeBase) o Mareca penelope (nome valido per WoRMS) (Linnaeus, 1758)) è un uccello della famiglia degli Anatidi.

## Descrizione

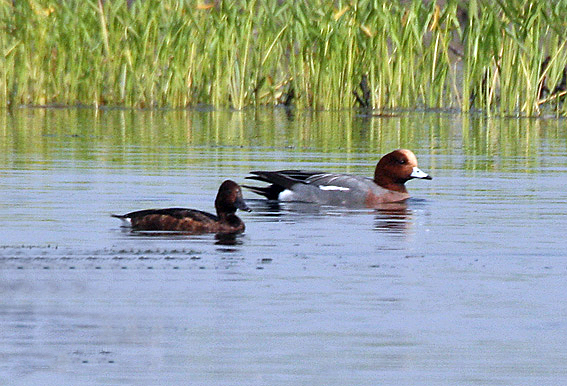
Fischione (maschio) e moretta tabaccata (femmina) a Purbasthali, nel distretto di Burdwan, Bengala Occidentale, India.

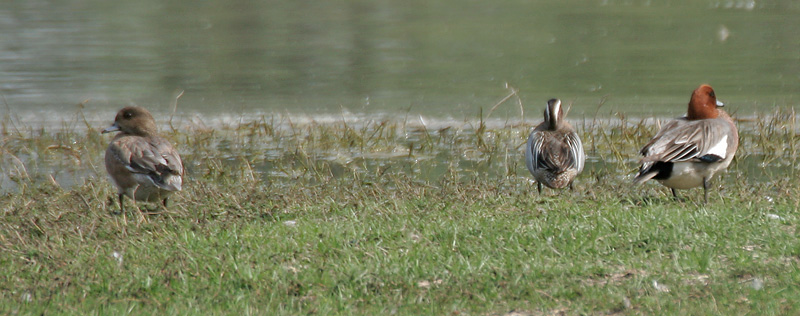
Maschio e femmina con marzaiola nel Parco Nazionale di Sultanpur, nel distretto di Gurgaon, Haryana, India.

Quest'anatra di superficie è lunga 42–50 cm ed ha un'apertura alare di 71–80 cm. Il maschio nidificante ha i fianchi e il dorso grigi, con l'estremità posteriore nera, specchio alare verde metallico e una vistosa macchia bianca sull'ala, visibile sia in volo che a riposo. Ha il petto rosa, il ventre bianco e la testa castana con una striscia giallastra sulla sommità del capo. Nel piumaggio non-nidificante (eclissato), il maschio assomiglia molto alla femmina ma se ne distingue per la macchia bianca dell'ala. La femmina è uniformemente bruno rossiccia e con il ventre bianco. Molto simile al fischione americano, ma quest'ultimo ha la testa più pallida e penne ascellari bianche sul sottoala.

## Distribuzione e habitat
Nidifica nelle aree più settentrionali di Europa e Asia. È la controparte del Vecchio Mondo del fischione americano del Nordamerica. È strettamente migratore e sverna più a sud del suo areale di nidificazione. In Gran Bretagna e Irlanda il fischione è comune come visitatore invernale, ma come uccello nidificante scarseggia in Scozia, nel Distretto dei Laghi, sui Monti Pennini e occasionalmente più a sud. Può essere rinvenuto come raro visitatore invernale negli Stati Uniti, in particolare sia sulla costa atlantica che su quella pacifica.
Il fischione è un uccello delle regioni acquatiche aperte, come pianure allagate o paludi con un po' di vegetazione più alta.

## Biologia
Solitamente si nutre scivolando sulla superficie alla ricerca di vegetali o pascolando, cosa che fa molto frequentemente. Nidifica sul suolo, vicino all'acqua e sotto un riparo. È molto gregario, al di fuori della stagione della nidificazione, e forma grandi stormi.
Questa è una specie rumorosa. Il maschio emette un fischio nitido, mentre la femmina emette un basso ringhio.

## Conservazione
Il fischione è una delle specie protette dall'Agreement on the Conservation of African-Eurasian Migratory Waterbirds (AEWA).

## Galleria d'immagini

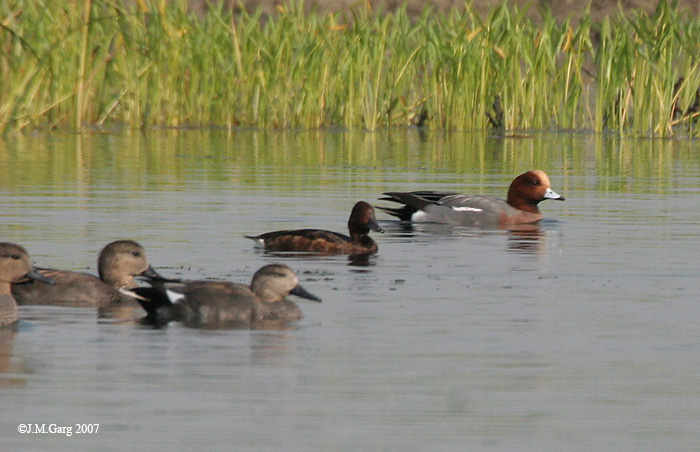
Fischione (maschio) e moriglione ferrugineo (femmina) a Purbasthali, nel distretto di Burdwan, Bengala Occidentale, India.
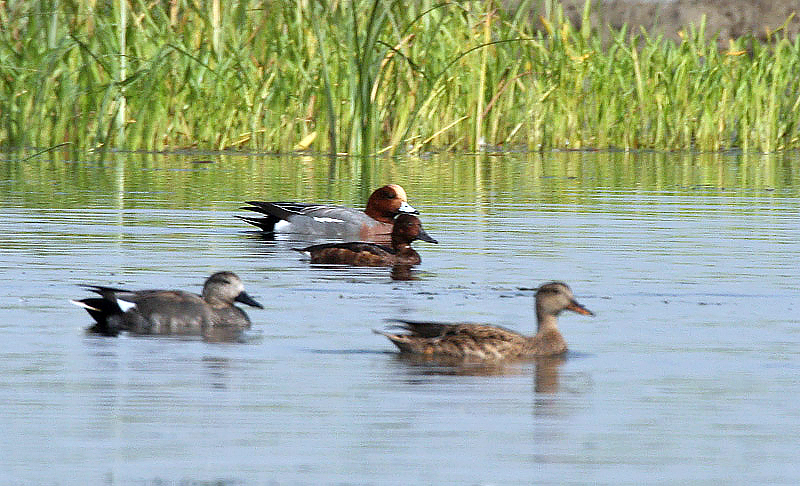
Fischione (maschio) e moriglione ferrugineo (femmina) a Purbasthali, nel distretto di Burdwan, Bengala Occidentale, India.
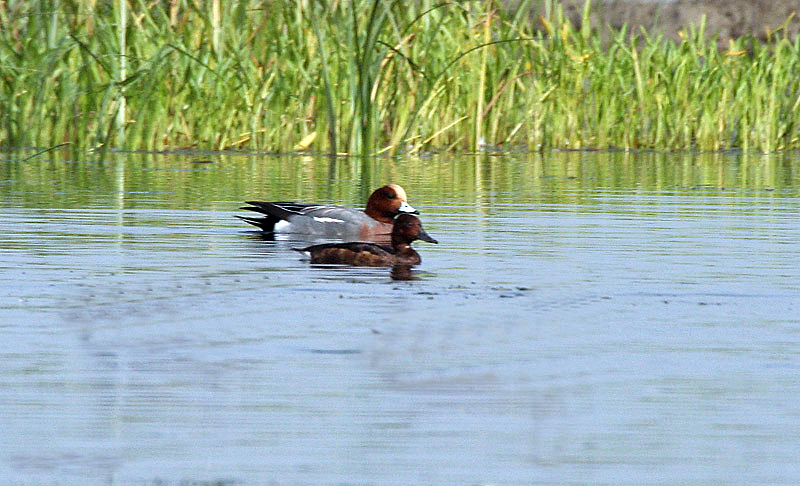
Fischione (maschio) e moriglione ferrugineo (femmina) a Purbasthali, nel distretto di Burdwan, Bengala Occidentale, India.
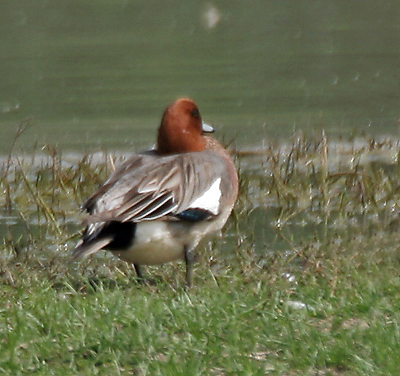
Fischione nel Parco Nazionale di Sultanpur, nel distretto di Gurgaon, Haryana, India.
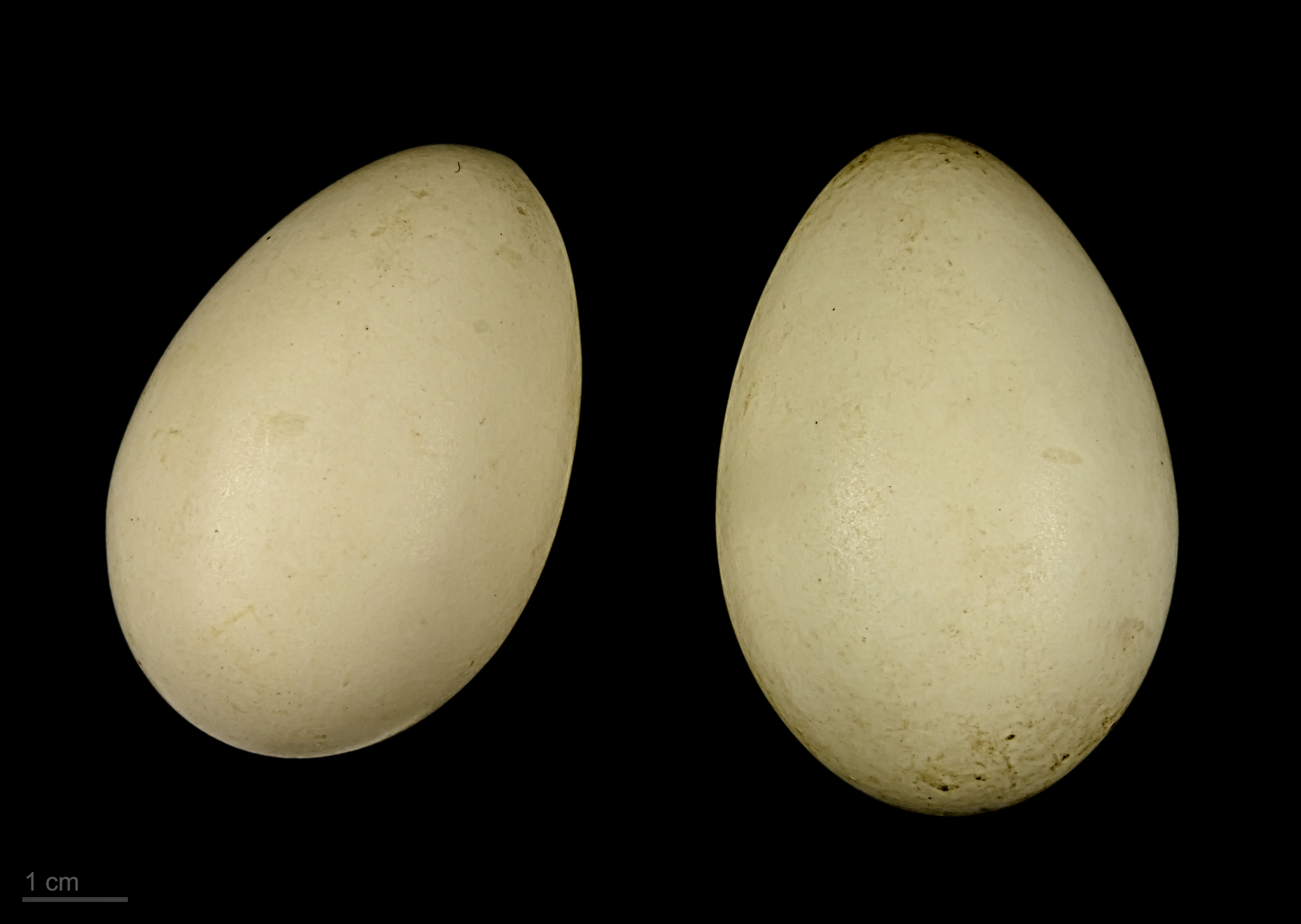
Museum specimen